# Shvetsov M-25
El Shvetsov M-25 fue un motor radial aeronáutico producido en la Unión Soviética en las décadas de 1930 y 1940; era una versión bajo licencia del motor Wright R-1820-F3.

## Diseño y desarrollo
Los primeros M-25 fueron producidos con componentes importados desde Estados Unidos, y la principal diferencia entre los M-25 posteriores y el R-1820-F3 fue el uso de componentes con medidas en sistema métrico. Un total de 13.888 M-25 fueron producidos en la URSS en las fábricas de Perm y Kazán. Hubo algunas sub-variantes las cuales difieren del M-25 original en que usaban una caja reductora, en lugar de acoplar la hélice directamente al cigüeñal. Las prestaciones eran similares a los motores Wright equivalentes. El M-25 fue más tarde desarrollado en el ASh-62 y luego sirvió de base para el M-70. El M-70 fue un motor de 18 cilindros en doble estrella, que en su momento evolucionó en el ASh-73, equipando éste al Tupolev Tu-4, una copia por ingeniería inversa del Boeing B-29.

## Aplicaciones
- Neman R-10
- Polikarpov I-14
- Polikarpov I-15bis
- Polikarpov I-153
- Polikarpov I-16

## Especificaciones (Shvetsov M-25)

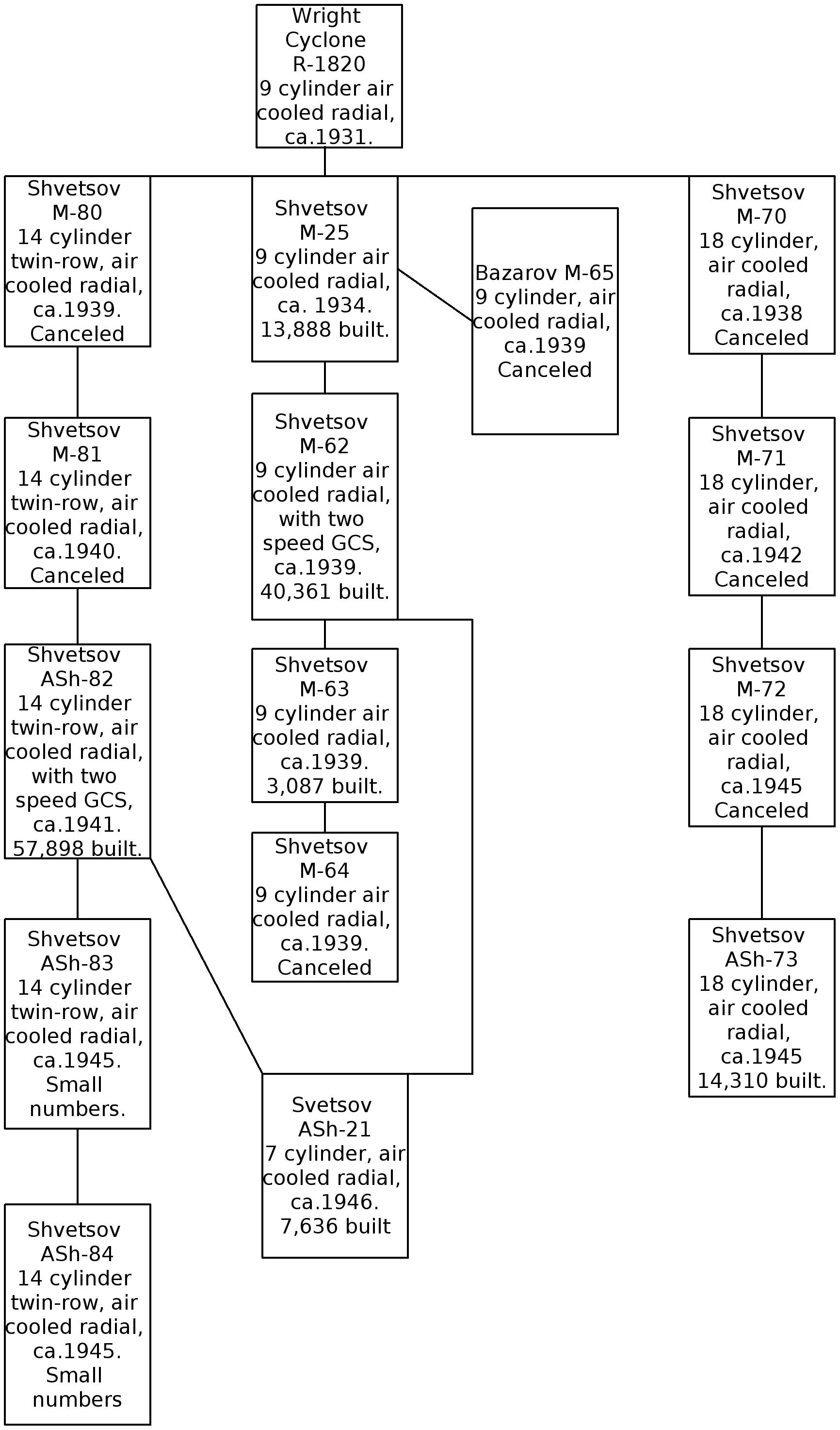
Family tree of Shvetsov engines.

- Tipo: motor radial de 9 cilindros enfriado por aire
- Diámetro: 155,6 mm
- Carrera: 174 mm
- Cilindrada: 29.876 cc
- Peso: 499kg
- Compresor: supercargador centrífugo de una etapa y velocidad simple
- Alimenatción: 1 carburador K-25 (Solex)
- Potencia 700 a 800 hp, dependiendo el modelo
- Compresión: 6,4:1